# كسافير شلاغر
زيفر شلاجر (بالألمانية: Xaver Schlager)‏ (28 سبتمبر 1997 بالنمسا - ) هو لاعب كرة قدم نمساوي في مركز الوسط. شارك مع منتخب النمسا تحت 17 سنة لكرة القدم ومنتخب النمسا تحت 19 سنة لكرة القدم ومنتخب النمسا تحت 20 سنة لكرة القدم ومنتخب النمسا لكرة القدم. أما مع النوادي، فقد لعب مع نادي ريد بل سالزبورغ ونادي ليفيرينج.

## مسيرته الكروية
لعب كسافير شلاغر خلال مسيرته الاحترافية مع 3 أندية في ثمانية مواسم وسجل خلالها 15 هدفًا ضمن 134 مباراة. حيث فاز في موسمين بالكأس وفي أربعة مواسم بالدوري.
خاض كسافير شلاغر مسيرته مع نادي ليفيرينج في موسم 2014–15 واستمر معه طيلة ثلاثة مواسم، مشاركًا في 44 مباراة سجل خلالها 7 أهداف. ثم انتقل إلى نادي ريد بول سالزبورغ في موسم 2015–16 ليلعب معه أربعة مواسم، حيث شارك في 67 مباراة سجل خلالها 7 أهداف أيضًا. لينتقل بعدها إلى نادي فولفسبورغ في موسم 2019–20 لمدة موسم واحد، مشاركًا في 23 مباراة سجل خلالها هدفًا واحدًا.

## وصلات خارجية
- كسافير شلاغر على موقع الاتحاد الدولي (مؤرشف)  (الإنجليزية)
- كسافير شلاغر على موقع الاتحاد الأوربي (الإنجليزية)
- كسافير شلاغر على موقع قاعدة بيانات كرة القدم.إي يو (الإنجليزية)
- كسافير شلاغر على موقع ناشيونال فوتبول تيمز (الإنجليزية)
- كسافير شلاغر على موقع Soccerway.com (الإنجليزية)
- كسافير شلاغر على موقع عالم كرة القدم.نت (الإنجليزية)